# Liste der Bodendenkmale in Bokel (Kreis Pinneberg)
In der Liste der Bodendenkmale in Bokel sind die Bodendenkmale der Gemeinde Bokel nach dem Stand der Bodendenkmalliste des Archäologischen Landesamts Schleswig-Holstein von 2016 aufgelistet. Die Baudenkmale sind in der Liste der Kulturdenkmale in Bokel (Kreis Pinneberg) aufgeführt.
| Denkmal-ID           | Befundart           | Bezeichnung               | Zeitstellung                 | Lage | Bemerkungen | Bild |
| -------------------- | ------------------- | ------------------------- | ---------------------------- | ---- | ----------- | ---- |
| aKD-ALSH-Nr. 002 403 | Grabmal > Grabhügel | Grabhügel „Goldbarg“      | Vor- und/oder Frühgeschichte |      |             |      |
| aKD-ALSH-Nr. 002 404 | Grabmal > Grabhügel | Grabhügel „Wietsteenbarg“ | Vor- und/oder Frühgeschichte |      |             |      |